# Фридрих Вилхелм фон Каненберг
Фридрих Вилхелм фон Каненберг (на немски: Friedrich Wilhelm Freiherr von Kannenberg; * 25 август 1693 в Бреслау; † 22 май 1762 в Берлин) е фрайхер от род Каненберг от Саксония-Анхалт, военен и главен дворцов майстер на кралица Елизабет Кристина също наследствен маршал на Княжество Минден.
Той е син на пруския кралски камерхер фрайхер Фридрих Вилхелм фон Каненберг († 9 август 1714) и съпругата му фрайин Барбара Хелена фон Бибра и Райсихт († 1719). Внук е на бранденбургския генерал Кристоф фон Каненберг (* 19 януари 1615; † 10 февруари 1673).
Каненберг започва през 1716 г. служба в полската войска и на 9 март 1720 г. става ритмайстер. През 1721 г. той е преместен в пруската войска и на 30 август 1721 г. става имперски рицар на „Йоанитския орден“. На 23 юни 1725 г. той полковник-лейтенант и на 6 август 1736 г. полковник.
От 1741 г. той става командир на регимент, и на 2 януари 1742 г. собственик на „пруския Драгонски-Регимент Нр. 4“. Той иска да бъде освободен заради раняването му в Битката при Молвиц на 10 април 1741 г., което е прието от крал Фридрих II през юли 1742 г.
През 1752 г. той е домхер в Халберщат и пропст на Валбек. През 1753 г. той е главен дворцов майстер на кралица Елизабет Кристина и е награден с Ордена на Черния орел. Той умира на 22 май 1762 г. в Берлин.
Фридрих Вилхелм фон Каненберг е последният мъжки представител на фамилията си и титлата наследствен маршал на княжество Минден с кралско удобрение отива на фамилията на зет му „фон Калден“.

## Фамилия
Фридрих Вилхелм фон Каненберг се жени на 19 юни 1722 г. за Шарлота Албертина Финк фон Финкенщайн (* 22 януари 1706; † 8 март 1795, Берлин), дъщеря на пруския генерал-фелдмаршал граф Албрехт Конрад Финк фон Финкенщайн (1660 – 1735) и Сузана Магдалена фон Хоф (1676 – 1752), главна придворна дама на кралица София Доротея Пруска, съпругата на крал Фридрих Вилхелм I. Те имат една дъщеря:
- София Фридерика Вилхелмина фон Каненберг (* 2 февруари 1724, Берлин; † 19 март 1806, Иден), омъжена на 12 август 1749 г. в Берлин за Хенинг Александер фон Калден (* 24 март 1715, Цикер/Гарц; † 22 октомври 1758, Берлин), пруски генерал-майор